# Heilder
Heilder is een plaats in de Duitse gemeente Selfkant in de deelstaat Noordrijn-Westfalen. Het gehucht ligt ten noordoosten van Höngen, ervan gescheiden door de Saeffeler Bach. Ten oosten van Heilder ligt Saeffelen, gescheiden door de voormalige N-274 (nu: Landesstraße 410), die van Koningsbosch naar Brunssum loopt. Heilder ligt op een paar 100 meter ten zuiden van de Nederlandse grens. In de omgeving ligt het natuurgebied Höngener und Saeffeler Bruch.

## Geschiedenis
De eerste naamsvermelding, Heylair, dateert uit de 14e eeuw. Vanaf 1499 viel het onder het Hertogdom Gulik. Na het Wener Congres werd Heilder aan Pruisen toegewezen. Van 23 april 1949 tot 31 juli 1963 viel de Selfkant en daarmee ook Heilder onder Nederlands bestuur. De toenmalige grens liep tussen Heilder en Saeffelen. Na de teruggave van de Selfkant aan Duitsland werden de slagbomen afgebroken en de douanehuisjes omgebouwd tot woonhuizen. De houten woningen bestaan nog en worden in de volksmond 'Kamissebuud' genoemd. Het oudste deel van Heilder, dat oostelijk van de L-410 ligt, werd rond 1970 afgescheiden en aan Saeffelen toegevoegd. Lokaal wordt dit deel van Saeffelen echter nog steeds 'Op de Helder' genoemd.

## Bezienswaardigheden
- Kapel
- Oude zuivelfabriek